# Kazuoki Kodama
Kazuoki Kodama –en japonés, 児玉和興, Kodama Kazuoki– (Yamanouchi, 8 de junio de 1965) es un deportista japonés que compitió en esquí en la modalidad de combinada nórdica. Ganó una medalla de bronce en el Campeonato Mundial de Esquí Nórdico de 1991, en la prueba por equipo.

## Palmarés internacional
| Campeonato Mundial | Campeonato Mundial     | Campeonato Mundial | Campeonato Mundial        |
| Año                | Lugar                  | Medalla            | Prueba                    |
| ------------------ | ---------------------- | ------------------ | ------------------------- |
| 1991               | Val di Fiemme (Italia) | Medalla de bronce  | TN + 3 × 10 km por equipo |